# Caenorhabditis elegans
|  | "C. elegans" omdirigerer hertil. |
Caenorhabditis elegans er en fritlevende, gennemsigtig rundorm på omkring 1 mm i længden, som lever i tempererede jordmiljøer. Forskning i molekylær- og udviklingsbiologi for C. elegans påbegyndtes i 1974 af Sydney Brenner og arten er sidenhen i vidt omfang blevet brugt som modelorganisme.
Arten har to køn: hankøn eller hermafrodit. Udviklingen af hver eneste kropscelle (959 i den voksne hermafrodit; 1031 i den voksne hankønsorm) er blevet kortlagt.
Ormen har mange attraktive egenskaber, der gør den særdeles velegnet som modelorganisme, heriblandt at den har et overskueligt antal celler og er gennemsigtig. Flere nobelpriser er blevet vundet på baggrund af forskning foretaget med C. elegans.

## Nobel-foredrag
- Brenner S (2002) Nature's Gift to Science. In. http://nobelprize.org/nobel_prizes/medicine/laureates/2002/brenner-lecture.pdf
- Horvitz HR (2002) Worms, Life and Death. In. http://nobelprize.org/nobel_prizes/medicine/laureates/2002/horvitz-lecture.pdf
- Sulston JE (2002) The Cell Lineage and Beyond. In. http://nobelprize.org/nobel_prizes/medicine/laureates/2002/sulston-lecture.pdf